# Phoronidae
Phoronidae är en familj av djur. Phoronidae ingår i fylumet hästskomaskar och riket djur.